# 't Hof van Brussel

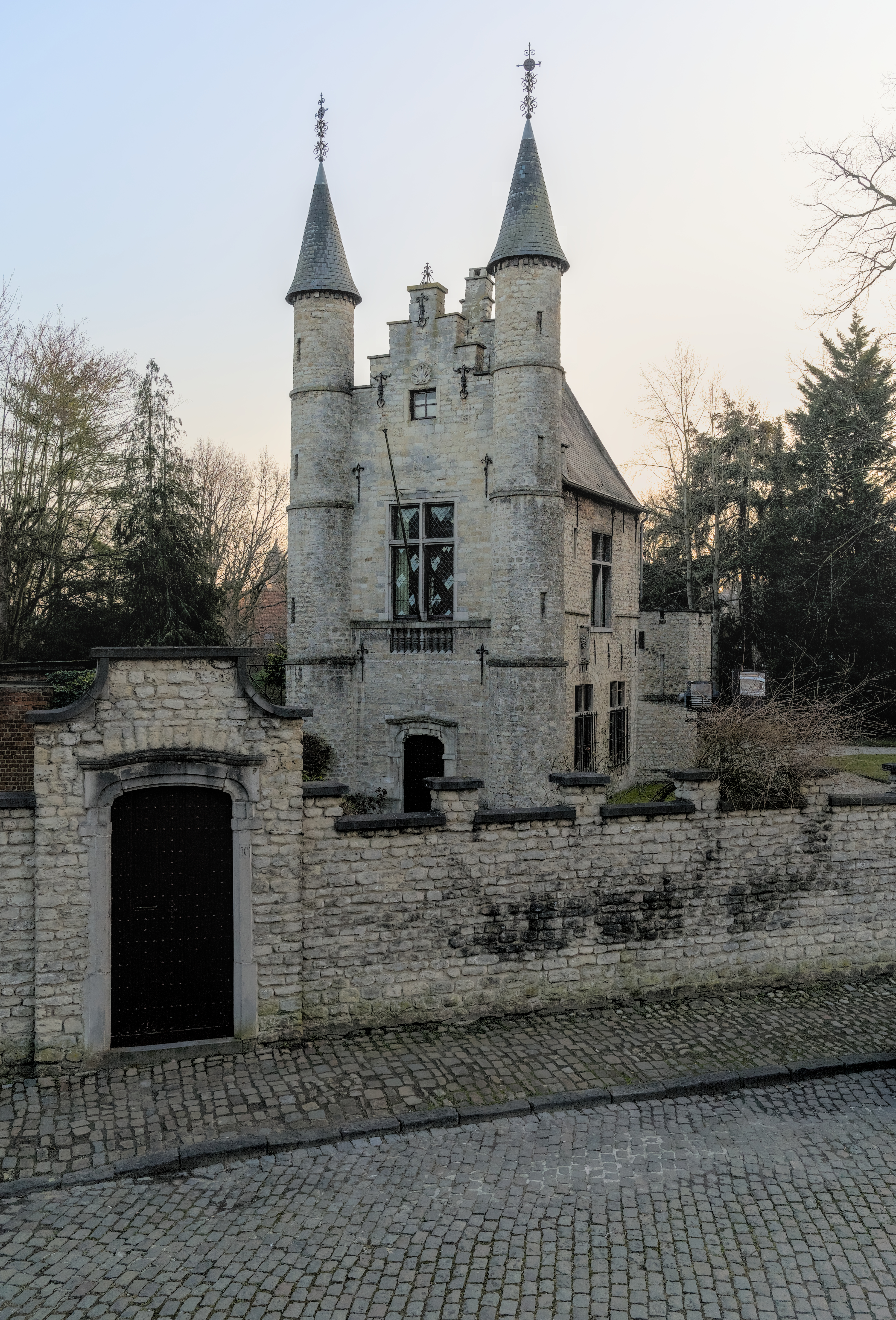
't Hof van Brussel

't Hof van Brussel is een kasteel in de Belgische gemeente Sint-Lambrechts-Woluwe in het Brussels Hoofdstedelijk Gewest. Het kasteel staat aan het Heilig-Hartplein 10 in het zuiden van de gemeente, vlak bij de gemeentegrens met Sint-Pieters-Woluwe. Ten noorden van het kasteel staat de Sint-Lambertuskerk en ongeveer 300 meter ten zuiden van het kasteel staat de Sint-Pieterskerk in de wijk Centrum van Sint-Pieters-Woluwe.

## Geschiedenis
In de 16e eeuw werd het kasteel gebouwd.
Sinds 28 april 1994 is het kasteel een beschermd monument.